# Taricanus
Taricanus is een kevergeslacht uit de familie van de boktorren (Cerambycidae). De wetenschappelijke naam van het geslacht werd voor het eerst geldig gepubliceerd in 1868 door Thomson.

## Soorten
Taricanus omvat de volgende soorten:
- Taricanus truquii Thomson, 1868
- Taricanus zaragozai Noguera & Chemsak, 1993